# Хващинський Володимир Олександрович
Володимир Олександрович Хващинський (біл. Уладзімір Аляксандравіч Хвашчынскі, рос. Владимир Александрович Хващинский, нар. 10 травня 1990, Бобруйськ) — білоруський футболіст, нападник клубу «Берестя».
Насамперед відомий виступами за «Берестя», а також олімпійську збірну Білорусі.

## Клубна кар'єра
Народився 10 травня 1990 року в місті Бобруйськ, Могильовська область, БРСР, СРСР. 
Вихованець футбольної школи клубу «Динамо» (Брест). Дорослу футбольну кар'єру розпочав 2008 року в основній команді того ж клубу, кольори якої захищає й донині.

## Виступи за збірні
Протягом 2011-2012 років залучався до складу молодіжної збірної Білорусі, разом з якою став бронзовим призером молодіжного чемпіонату Європи 2011 року.. Всього на молодіжному рівні зіграв у 7 офіційних матчах.
Захищав кольори олімпійської збірної Білорусі на Олімпійських іграх 2012 року у Лондоні.

## Досягнення
- Володар Кубка Білорусі з футболу (1):

Шахтар: 2018-19
- Чемпіон Білорусі (1):

«Динамо» (Мінськ): 2023